# Xue Qikun

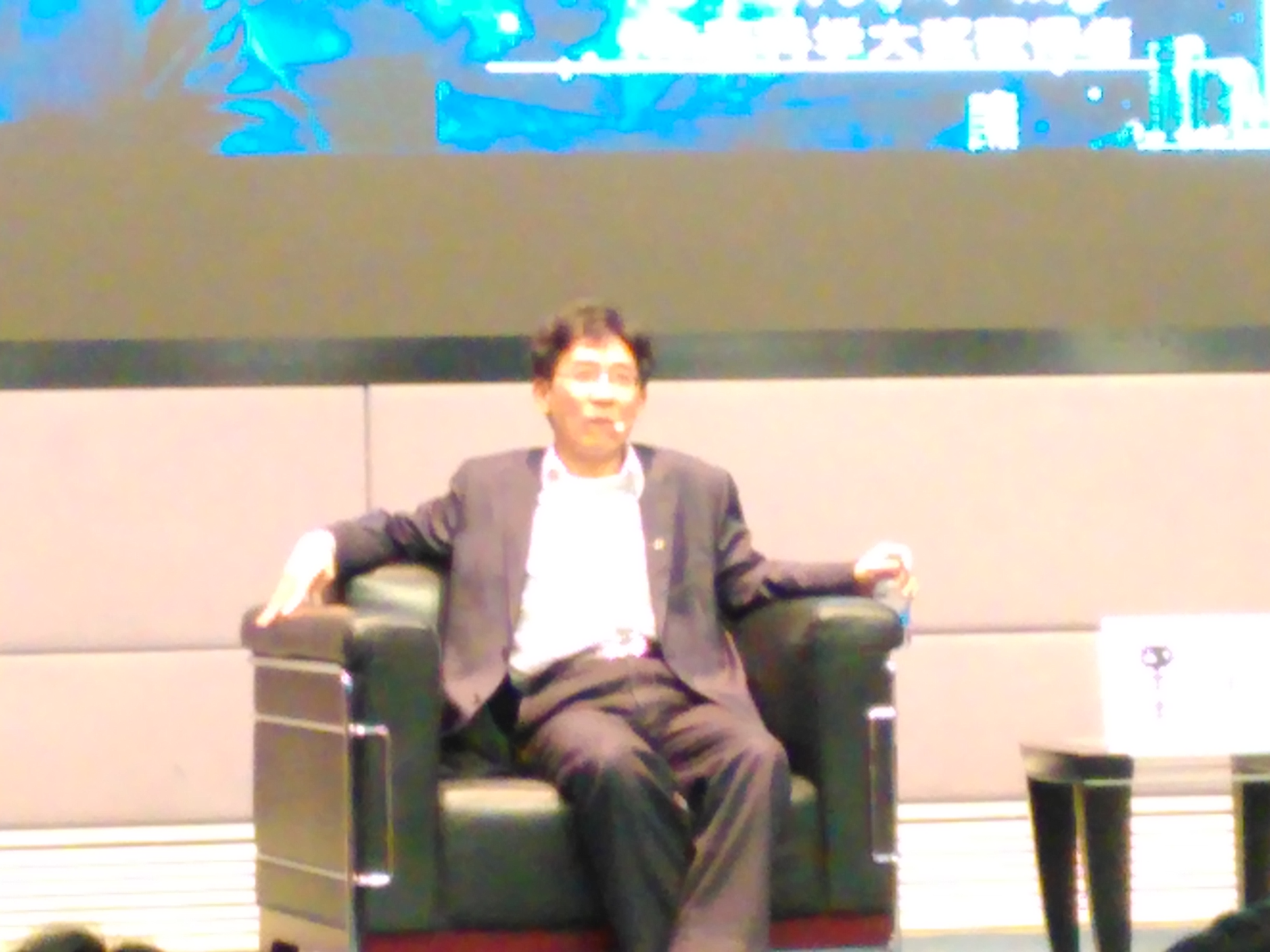
Xue Qikun

Xue Qikun, auch Qi-Kun, (* 1963 in China) ist ein chinesischer experimenteller Festkörperphysiker.
Xue studierte Physik an der Universität Shan-Dong (Bachelor 1984) und promovierte 1994 an der Chinesischen Akademie der Wissenschaften. Als Post-Doktorand war er am Materialforschungsinstitut (IMR) der Universität Tōhoku und war Gastprofessor an der North Carolina State University. 1999 wurde er Professor am Institut für Physik der Chinesischen Akademie der Wissenschaften und ab 2005 an der Universität Tsinghua, war dort 2010 bis 2013 Vorsitzender der Physikfakultät und Dekan der School of Sciences und ist dort seit 2013 Vizepräsident für Forschung. 2020 wurde er Präsident der Southern University of Science and Technology (SUSTech). Er ist Direktor des State Key Lab of Quantum Physics.
Er befasst sich mit der Herstellung neuartiger  Quantenmaterialien wie topologischen Isolatoren und zweidimensionalen Supraleitern mit Molekularstrahlepitaxie und Erkundung von deren Eigenschaften (Rastertunnelmikroskopie (STM), Photoelektronenspektroskopie (ARPES) u. a.). Xue forscht  über Quanteneffekte in verschiedenen niedrigdimensionalen Festkörperstrukturen (wie Oberflächen, dünne Filme, Grenzflächen) und war ein Pionier auf dem Gebiet dünner Filme topologischer Isolatoren.
2013 gelang ihm die Entdeckung des zuvor vorhergesagten anomalen Quanten-Hall-Effekts (QAH) in einem magnetischen topologischen Isolator. Er hat quantisierte Werte der Leitfähigkeit wie beim Quanten-Hall-Effekt und tritt auch ohne äußeres magnetisches Feld auf (deshalb der Zusatz anomal; beim klassischen Hall-Effekt entspricht das der schon von Hall gemachten Beobachtung, dass der Hall-Effekt in ferromagnetischen Materialien viel größer ist). Die Werte hängen von topologischen Eigenschaften der Bandstruktur ab.
2010 erhielt er den Physikpreis der Third World Academy of Sciences. 2020 erhielt er den Fritz London Memorial Prize. Für 2024 wurde Xue der Oliver E. Buckley Condensed Matter Prize zugesprochen. Er ist seit 2005 Mitglied der Chinesischen Akademie der Wissenschaften. Er ist im Herausgebergremium von Physical Review B, den Applied Physics Letters, dem Journal of Applied Physics und Surface Science Reports. Ein Asteroid wurde 2024 nach ihm benannt: (638624) Xueqikun.